# Un altro pensiero
Un altro pensiero (con sottotitolo "da Oasi a Opera prima") è il sesto album raccolta del gruppo musicale italiano Pooh, uscito nell'aprile 1989 e contenente l'inedito Concerto per un'oasi, che era comparso solo su 45 giri.
La scaletta dei brani ripercorre, a ritroso, la storia dei Pooh.

## Tracce
1. Concerto per un'oasi (Facchinetti) - (inedito)
2. La ragazza con gli occhi di sole (Battaglia-D'Orazio)
3. Tu dov'eri (Facchinetti-Negrini)
4. Ragazza occidentale (Facchinetti-Negrini)
5. La mia donna (Facchinetti-Negrini)
6. Lettera da Berlino est (Facchinetti-Canzian-D'Orazio)
7. Buona fortuna (Facchinetti-D'Orazio)
8. Numero uno (Facchinetti-D'Orazio)
9. Pronto, buongiorno è la sveglia (Facchinetti-D'Orazio)
10. In concerto (Facchinetti-Negrini)
11. Infiniti noi (Facchinetti-Negrini)
12. Pensiero (Facchinetti-Negrini)